# Vallahaden
Die Vallahaden (griechisch Βαλ(λ)αχάδες Vallahades, Βαλαάδες Valaades) waren eine Bevölkerungsgruppe, welche vor allem in Westmakedonien ansässig war. Es handelte sich um mazedonische Griechen im Vilâyet Manastır aus dem Sandschak Serfice (heute: Servia), die unter osmanischer Herrschaft zum muslimischen Glauben der Bektaschi übergetreten waren.

## Etymologie
Der Name stammt wahrscheinlich vom arabischen Begriff Wallah ab (والله, DMG wa-llāh, gr. βαλαχί valachí, deutsch ‚Ich schwöre bei Allah‘). Er war eher als Spottname gemeint und bezog sich auf den Status als griechische Muslime. Es kann allerdings auch etymologische Verbindungen zum Volksnamen der Walachen geben. Die Vallahaden selbst bezeichnen sich als Foutsides (Φούτσηδες). In Griechenland lebt der größte Anteil an Vallahaden heute in den Gebieten von Siatista, Kastoria und Grevena. Die große Mehrzahl siedelte jedoch im Bevölkerungsaustausch zwischen Griechenland und der Türkei 1923 in die Türkei über. Sie lebt vor allem in Edirne, Lüleburgaz, Çorlu, in Ostthrakien sowie Büyükçekmece, aber auch in Manisa und Samsun. In der Türkei werden sie Patriyotlar genannt, aufgrund ihrer pro-türkischen Haltung während des Griechisch-Türkischen Krieges. Diese Bezeichnung haben die Vallahaden seit 1923 für sich selbst übernommen. Während die erste Generation nur Griechisch (Romeika) sprach, sprechen ihre Nachkommen in der Türkei inzwischen als Muttersprache Türkisch.

## Geschichte & Kultur

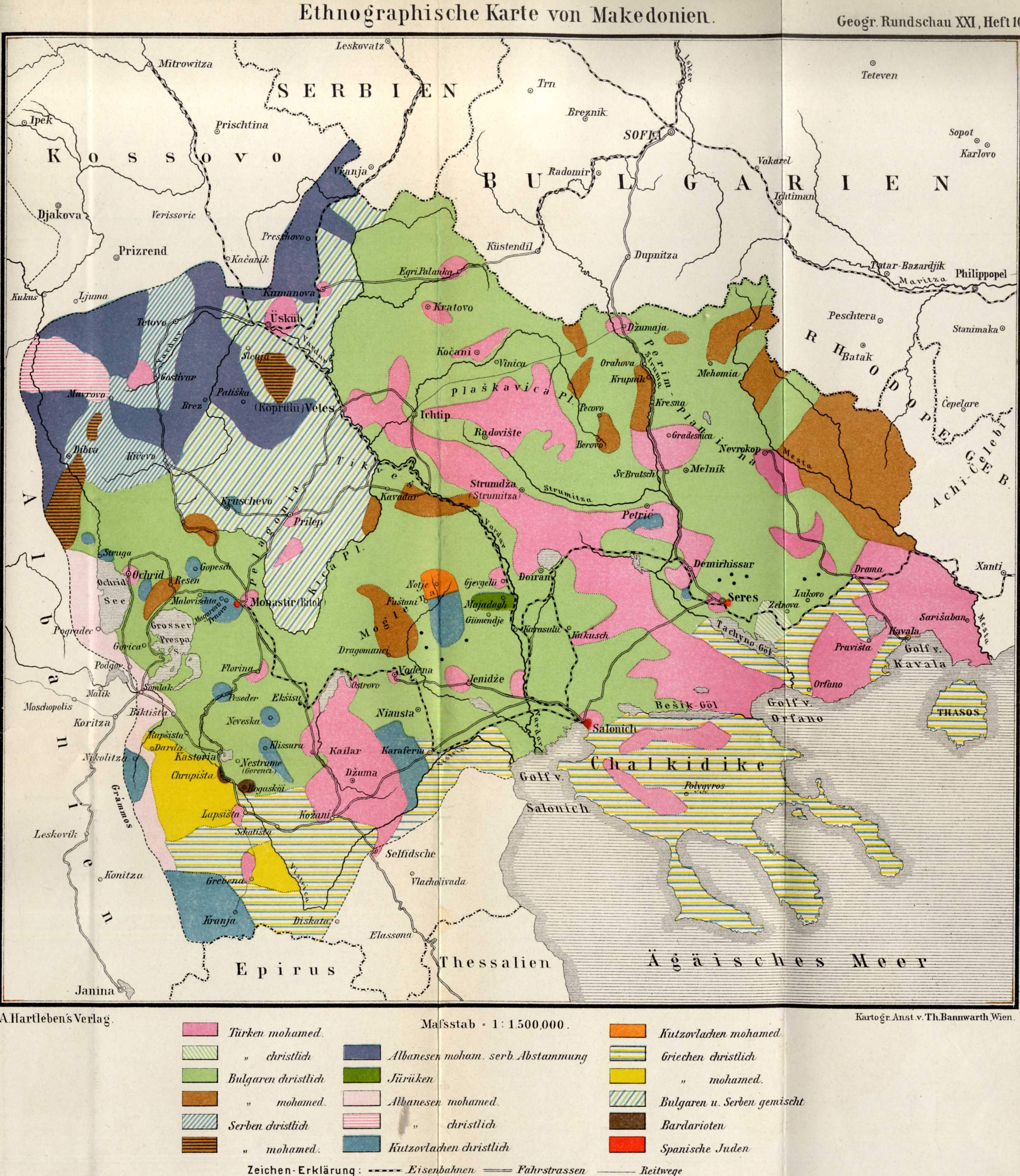
Eine ethnographische Karte von Makedonien (1892). Griechische Muslime werden in Gelber Farbe dargestellt.

Laut mündlichen Überlieferungen traten die Vallahaden im 17. Jahrhundert zum Islam über. Bis heute gibt es Familien von Vallahaden und christlichen Griechen, die denselben Nachnamen führen. In einzelnen Fällen werden sogar so genannte „Adelfomiria“-Landstücke (αδελφομοίρια - Bruderlose) vererbt, die von ihren Besitzern, einer Familie mit unterschiedlichen Religionszugehörigkeiten, gemeinsam bewirtschaftet werden.
Unter dem Druck muslimischer Albaner und von Tepedelenli Ali Pascha siedelten die Vallahaden in christlich dominierten Regionen. François Pouqueville berichtet (II., 509), dass Neapoli Kozanis (Νεάπολη Κοζάνης - Lepsista i Anaselitsa Λεψίστα ή Ανασελίτσα), eines der vallahadischen Dörfer, bereits im 14. Jahrhundert von islamisierten Vardarioten (Βαρδαριώτες) besetzt wurde, die die christliche Bevölkerung töteten oder vertrieben. Hinweise auf muslimische Bevölkerung findet man im Kodex des Zosima von Siatisti in der Bibliothek der Diözese von Sisani (Σισάνι Κοζάνης), wo 1797 im Gebiet von Viou (επαρχία Βοΐου) „mohammedanische“ Familien auftauchen. Dort wird von rein muslimischen und auch von gemischten Dörfern berichtet. Auch in der Chronik (Καλεντέρης) des Kodex des Klosters „Moni Zavordas“ (Μονή Ζάβορδας - Μονής Μεταμορφώσεως) erscheinen 1692 Spender, die als Muslime bekannt waren. Dort wird von muslimischen Bewohnern von Venitzi (Κέντρο Γρεβενών, Βέντζι), Agaleï (Αγαλαίοι Γρεβενών), Pontini/Toritsa (Ποντινή Γρεβενών, Τόριτσα), Pigaditsa (Πηγαδίτσα Γρεβενών) und anderen berichtet. Diese Belege lassen vermuten, dass der Großteil der Islamisierung zwischen 1692 und 1797 stattfand.
Die Vallahaden selbst führen ihre Konversion auf die Aktivitäten von griechischen Janitscharen-Sergeanten (osman. türk.: çavuş) im späten 17. Jahrhundert zurück. Sie waren ursprünglich aus Makedonien rekrutiert worden und wurden später vom Sultan in ihre Heimat zurückgeschickt, um die Christen vor Ort zu bekehren. Historiker halten es jedoch für wahrscheinlicher, dass die Vallahaden den Islam zur Zeit osmanischer Repressalien gegen Landbesitzer annahmen. Das vermutet man aufgrund der historischen Ereignisse, die die Osmanische Regierung gegenüber den griechischen Gemeindevorstehern beeinflussten. Diese Ereignisse begannen ungefähr mit den Russisch-Türkischen Kriegen (1768–1774). Besonders die Unruhen im Zusammenhang mit der Orlov-Revolte auf der Peloponnes, die Periode der albanischen Dominanz in Makedonien (von den Griechen als Albanokratia bezeichnet) und die Politik von Tepedelenli Ali Pascha hatten starke Auswirkungen.
Die Kultur der Vallahaden unterschied sich nicht sonderlich von derjenigen der christlichen griechischen Makedonen, mit denen sie auch denselben Dialekt und Nachnamen gemeinsam hatten. De Jong zeigt auf, dass die Selbstbezeichnung Türke oft nur eine Bezeichnung für den Religionsstatus „Muslim“ war. Doch bleibt fraglich ob sie rein griechischen Ursprunges sind. Wahrscheinlicher ist, dass eine Mischung aus muslimischen Griechen, Vlachen, Slawen und Albaner vorliegt, die griechisch als Erstsprache nutzten. Selbst Ali Pascha förderte im Laufe seiner Herrschaft die griechische Sprache. Die meisten Historiker stimmen jedoch mit Hasluck und Vakalopoulos darin überein, dass die meisten Vallahades aus griechischen Familien stammen. So lässt sich kaum fremder Einfluss auf den griechischen Dialekt nachweisen und auch die kulturellen Gebräuche ähneln eher griechischen Gebräuchen als denen der anderen Völker. Auch geographische Bezeichnungen waren überwiegend griechisch.
Für eine griechische Abstammung spricht allerdings auch, dass muslimische Konvertiten aus anderen Ethnien leicht auch andere Gruppen hatten, die sich als Heimat anboten. Zum Beispiel wären die Tscham-Albaner in Epirus, die Pomaken, Torbeschen und Poturen.
In der Tat bemerkten Hasluk und andere Reisende im südwestlichen griechischen Makedonien vor dem Bevölkerungsaustausch von 1923 eine ganze Reihe von religiösen und kulturellen Unterschieden zwischen den Muslimen griechischen Ursprungs und den Muslimen „türkischen“ Ursprungs. Sie beschrieben die Erscheinung, Lebensart, Verhalten gegenüber Frauen und sogar die Architektur als eher „europäisch“, „offen“ und „einladend“ im Gegensatz zu den Türken und Anatoliern, die als „asiatisch“, „verschlossen“ und „uneinladend“ Charakterisiert wurden. Diese Zuschreibungen spiegeln jedoch auch die Attitude der Europäer des 18. und 19. Jahrhunderts wieder.
Der bulgarische Geograph Vasil Kanchov nennt Zahlen von 14.373 griechischen Muslimen in Südwest-Makedonien am Ende des 19. Jh. Nach griechischen Quellen von 1904 gab es mindestens 16.070 Vallahaden in den Kazas von Anaselitsa (Lyapchishta) und Grevena. Die Schwierigkeit exakte Zahlen aufzustellen liegt auch darin, dass die griechische Identität oft mit der orthodox-christlichen Identität gleichgesetzt wird. Muslimische Griechen wurden demnach wahrscheinlich öfters einfach als „Türken“ bezeichnet.
Am Anfang des 20. Jahrhunderts hatten die Vallahaden einen Großteil ihres Status und Reichtums verloren, den sie in den früheren Perioden der osmanischen Regierung genossen hatten. Beispielsweise trugen nun einfache Bauern den erblichen Titel „Bey“, den früher nur die Gemeindeältesten führten. Dennoch wurden die Vallahaden als relativ wohlhabend und als fleißige Landleute wahrgenommen. Daher wehrte sich der Gouverneur von Kozani auch gegen die Deportation im Bevölkerungsaustausch. Die Vallahaden pflegten zudem auch den Respekt vor griechischen Bräuchen und christlichen Kirchen. Dies könnte auch erklären, warum die meisten von ihnen zum Orden der Bektaschi gehörten.
Dieser Orden wird von den meisten Muslimen als häretisch angesehen, weil er auch vorislamische Bräuche pflegt und somit den Konvertiten wohl besonders nahe lag. Dadurch hatte die Kultur der Vallahaden ein besonderes Gepräge. Besondere Charakteristika waren der nicht-kanonische Gebetsruf (adhan/ezan) in den Dorfmoscheen, der eher griechisch als arabisch ausgeführt wurde, sowie ihr Gebet in Moscheen ohne Minarette, die zudem auch als Bektaschi-Häuser oder als tekkes dienten (was manche Reisende zu der falschen Annahme führte, sie hätten gar keine Moscheen!), sowie ihre Unkenntnis der grundlegenden islamischen Praktiken und Glaubensgrundsätze.
Trotz ihrer Unkenntnis von Islam und türkischer Sprache wurden die Vallahaden von den christlichen Griechen doch als „türkisch in der Seele“ angesehen. Daher erfuhren sie in den Umwälzungen des 20. Jahrhunderts auch viele Repressalien seitens der Militärs, der Presse und der Flüchtlinge aus den kleinasiatischen Gebieten und dadurch wurden sie auch von den Umsiedlungen 1922–1923 nicht verschont.
Auch in der Türkei fuhren sie fort, griechisch zu sprechen, auch wenn sie eine neue türkische Identität bekamen. Im Gegensatz dazu konnten viele der Pontosgriechen und Kaukasus-Griechen fließend Türkisch sprechen. Die meisten dieser Gemeinschaften waren jedoch durch die Jahrhunderte entweder christlich-orthodox-griechisch geblieben oder sie hatten sich Mitte des 19. Jahrhunderts wieder gräzisiert, nachdem sie oberflächlich den Islam angenommen hatten und Krypto-Christen geblieben waren.
Auch nach der Deportation behielten die Vallahaden griechische Bräuche bei, wie zum Beispiel die Feier des Neujahrstages mit einer Vasilopita, was gewöhnlich als christlicher Brauch, zurückgehend auf den heiligen Vasilios, angesehen wird. Die Vallahaden benannten den Kuchen jedoch in „Gemüsekuchen“ um und sparten kein Stück für den Heiligen auf.